# Светофорный человечек (Восточная Германия)

Светофорный человечек в ГДР

Светофо́рный челове́чек (нем. Ampelmännchen) — оригинальное символическое изображение идущего (зелёного цвета) и стоящего (красного цвета) мужчины в шляпе, использовавшееся для сигналов светофора на пешеходных переходах в Восточном Берлине, столице Германской Демократической Республики начиная с 1961 года. После воссоединения Германии в 1990 году практически вышло из употребления, уступив место стандартному символу (в отличие от восточной части города, в Западном Берлине и в ФРГ употреблялись схематические фигуры, общепринятые во многих странах и не имеющие конкретного наименования).

Общемировая форма человечка, принятая в ФРГ

В начале XXI века восточноберлинский светофорный человечек приобрёл популярность, став практически единственным символом, имеющим отношение к исчезнувшей ГДР и полюбившимся в единой Германии. Растиражированное изображение активно используется в сувенирном бизнесе, принося коммерсантам немалый доход.

## История
Восточноберлинский светофорный человечек  был создан в 1961 году специалистом по дорожному движению Карлом Пеглау (1927–2009) в рамках его проекта по созданию безопасного светофора. Основным намерением Пеглау было заменить светофоры с простым цветовым сигналом на более безопасные, так как люди не всегда способны распознать цвет из-за проблем со зрением или внешних помех (световая реклама, яркое солнце и т.д.). Проект Пеглау получил одобрение, однако критиковался из-за его дороговизны.
Человечков нарисовала секретарь Пеглау Аннелиз Вегнер (Anneliese Wegner) по его указаниям. К использованию шляпы автора подтолкнула фотография политика Эриха Хонеккера, носившего летом соломенную  шляпу. Согласно рисунку, у человечка также должны были быть пальцы на руках, но от них отказались из-за технических сложностей. К удивлению Пеглау, все остальные детали рисунка, даже шляпа, придававшая человечку  уверенный и «буржуазный» вид, остались без изменения.
Пробные образцы светофора были изготовлены на берлинском заводе VEB-Leuchtenbau и 13 октября 1961 года в городе был представлен новый тип светофора. Собственно, на сам символ человечка в те времена не обращалось особого внимания.
В начале 1980-х годов светофорные человечки стали персонажами, помогающими обучать детей правилам дорожного движения. Они использовались в печатной продукции, а затем стали героями мультфильмов и телевизионных передач.
После падения Берлинской стены и воссоединения Германии в 1990 году началась работа по приведению организации дорожного движения к единому современному стандарту. Старые восточноберлинские светофоры, как несоответствующие требованиям, стали быстро исчезать — уже к середине 1990-х годов они практически не встречались в Берлине. Появились любители, коллекционирующие эти знаки. В 1995 году стартовало движение по защите старых светофоров и популяризации светофорных человечков как части берлинского культурного наследия.

## Распространение
В XXI веке в других городах Германии также стали появляться светофоры с оригинальным дизайном сигнала: например, в Дрездене используют женский силуэт «светофорной фрау». Чаще всего символ связан с историей и культурой города: так, в Бонне это портрет родившегося здесь Бетховена, в Трире — изображение его уроженца Карла Маркса, в Бад-Наухайме — силуэт служившего здесь Элвиса Пресли, в Бремене — Бременские музыканты и так далее. Обычно такие светофоры устанавливают в центре города и в популярных среди туристов местах.

## Фотогалерея

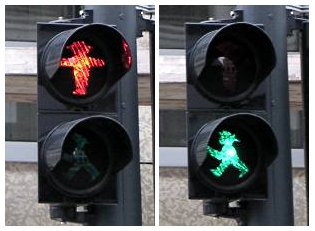
Светофорный человечек на перекрёстках ГДР
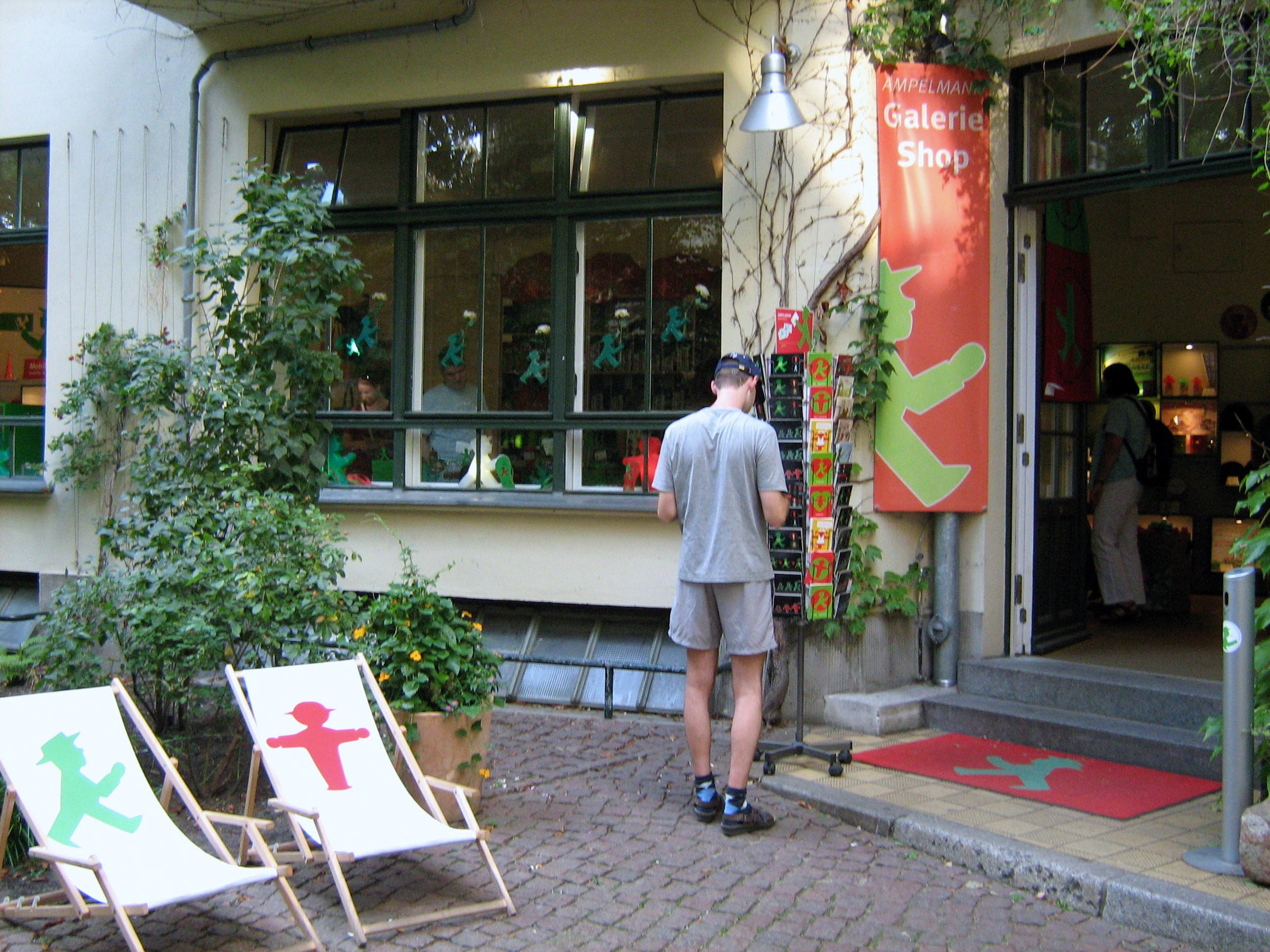
Символы светофорного человечка в интерьере Хакских дворов